# Bogdan Lăpușneanu
Bogdan IV Lăpușneanu (rum. Bogdan Lăpușneanu; zm. 1574) – hospodar Mołdawii w latach 1568–1572 z rodu Muszatowiczów.
Był synem hospodara Aleksandra IV Lăpușneanu, objął tron mołdawski po jego śmierci w 1568. Wychowywany w dużej mierze na dworze polskim stał się narzędziem dla ambitnych polskich magnatów, w 1569 uznał się też za lennika polskiego.
Takie postępowanie wykorzystał Jan Srogi, syn hospodara Stefana IV Młodego i Ormianki, który przy pomocy Imperium osmańskiego otrzymał tron mołdawski. W lutym 1572 roku Bohdan IV został zmuszony do opuszczenia tronu i szukania ochrony w Polsce. Polski król Zygmunt II August zamiast wysłać żołnierzy i przywrócić Bogdana IV na tronie mołdawskim, wysłał posła do sułtana Selima II. Próba powrotu do Mołdawii z pomocą lokalnej ruskiej i podolskiej szlachty polskiej nie powiodła się.
Bogdan, przez własną obrazę, został schwytany i uwięziony przez szlachcica Krzysztofa Zborowskiego w jednym z jego zamków (Jezupol), a zatem Sulejman II umieścił na tronie Jana Srogiego. Bogdan pozostał w Chocimiu, dopóki Jan Srogi nie złożył przysięgi lojalności wobec Polski. Jan zarządzał od Polski o opuszczenie Bogdana z terytorium Mołdawii. Bohdan, próbując odzyskać tron szukał poparcia także na innych dworach europejskich, m.in. w Wiedniu, Dreźnie, Paryżu i Kopenhadze, ostatecznie zmarł w 1574 roku w Moskwie, szukając tam sojusznika.
Synem Bogdana był Aleksander Zły, późniejszy hospodar mołdawski i wołoski